# 小仙坛窑址
小仙坛窑址位于浙江省绍兴市上虞区上浦镇石浦村北200米，是一座东汉时期的越窑青瓷窑址。面积约800平方米，窑炉破坏严重。该窑址的发现表明早在东汉时期，成熟的瓷器已在浙江烧造成功。2006年5月25日列入第六批全国重点文物保护单位。